# Justøy
Justøy er en ø i Lillesand kommune i Agder fylke i Norge . Navnet kommer fra oldnordisk Jóstr.
Justøy har broer og spredte bebyggelser. På øen er den gamle udhavn Brekkestø, en af minderne om sejltiden på Skagerrak-kysten.
Justøy har et areal på  7,9 km ², og  er i høj grad præget af sommer turisme. Der er Montessori skole, kapel, kirkegård og campingplads på øen, og om sommeren åbner butik i Brekkestø.
I Nyberg, lige ved Brekkestø, er der ruiner fra anden verdenskrig. Festung Björkestraße, et tysk fæstningsanlæg med bunkers placeret der, var bygget af norske krigsfanger.
58°12′12″N 8°20′46″Ø / 58.20333°N 8.34611°Ø